# Lars-Göran Tano
Lars-Göran Tano, född 13 oktober 1944, är en svensk före detta professionell ishockeyspelare (back).
Han blev svensk mästare med Brynäs IF 1968.